# あすきょう
あすきょうは、日本の双子ユニット。一卵性双生児の姉妹である。

## 略歴
2011年
・7月28日 ニコニコ動画に【あすかときょうか】おちゃめ機能を双子で踊ってみた！を投稿し踊り手デビュー。
8月5日に投稿した【あすかときょうか】双子でルカルカ★ナイトフィーバーを踊ってみたに、ニコニコ動画管理人のひろゆきにマイリスト登録され脚光を浴びる。その後「ニコニコダンスマスター」、「ニコニコ超会議」、「ニコニコ超パーティー」　など踊ってみたのイベントに出演。
2012年
・9月12日 Dancing Dollsのメンバーとしてソニー・ミュージックレコーズからメジャーデビュー。
2014年
・7月31日 あすきょう活動休止。
2018年
・7月28日 あすきょう再始動。
再始動を機に作詞、振り付け、主催イベント などセルフプロデュースを行っている。
・12月27日［あすきょうアプリ］リリース。
あすきょうの楽曲はCDではなく、全て［あすきょうアプリ］からダウンロードすることが出来る。
2019年
・1月から6月まであすきょう定期ライブ【アスモキョウモ】を池袋スペースエモで毎月開催。
・3月26日GYAO!にて配信されていたバラエティ番組『劇団さまぁ〜ず』の劇団オーディションに合格し、旗揚げ公演「新説・桃太郎」に出演。
・7月28日プロレスリングZERO1 第19回 真夏の祭典・火祭り2019優勝決定戦に中牧昭二とリングに上がりライブパフォーマンスを行う。その後歌って踊れるプ女子アイドルでプロレスリングZERO1、SEAｄLINNNGでライブを行っている。
・8月7日アイティオーエス株式会社の通信型翻訳機「トークナビ」のイメージキャラクターに起用される。
・8月30日 初のワンマンライブ「あすきょう1stワンマンライブ　today & tomorrow」を四谷LOTUSで開催。翌日8月31日は「あすきょうバースデーイベント」を開催。
・12月20日 あすきょう2ndワンマンライブ【ASUKYO THE WINTER PARK】を秋葉原ZESTで開催。
2020年
・1月26日あすきょうプチワンマン in 大阪　【ASUKYO THE WINTER PARK】をLive House Pangeaで開催。
・8月30日あすきょう2周年・生誕祭を大阪MUSE BOXで開催。
2021年
・日本テレビ バズリズム02の「ルーレッ撮るLive」のコーナーに出演。
・CBC「あすきょうダンス＆ストレッチ」初の冠番組が始まる。
・TBS 開運音楽堂の新コーナー「あすきょうの開運音楽占い」
・熊本シティエフエムで「双子ユニットあすきょうのBe SMILE Radio」

## メンバー
- 永山飛鳥　双子姉

- 永山杏佳　双子妹

## シングル
| 発売日         | タイトル               | 備考     |
| -------------- | ---------------------- | -------- |
| 2018年12月27日 | エターナルワールド     | 配信限定 |
| 2018年12月27日 | ユメノナカ             | 配信限定 |
| 2018年12月27日 | Hello Love You         | 配信限定 |
| 2019年1月26日  | 君に歌うラブソング     | 配信限定 |
| 2019年1月26日  | DIZZY                  | 配信限定 |
| 2019年2月14日  | Doki Doki              | 配信限定 |
| 2019年3月25日  | 朝焼け                 | 配信限定 |
| 2019年3月25日  | MyPlice                | 配信限定 |
| 2019年5月1日   | Baby Baby              | 配信限定 |
| 2019年5月26日  | ヒロイン               | 配信限定 |
| 2019年7月1日   | オクターヴ             | 配信限定 |
| 2019年8月2日   | サマージェネレーション | 配信限定 |
| 2019年8月2日   | It's Brand new day     | 配信限定 |
| 2019年10月11日 | スキャッターウォーク   | 配信限定 |
| 2019年11月1日  | グローリーガール       | 配信限定 |
| 2019年12月1日  | 粉雪たちが舞う頃に     | 配信限定 |
| 2019年12月20日 | 幸せのカタチ           | 配信限定 |
| 2020年6月16日  | Be SMILE               | 配信限定 |
| 2020年8月30日  | Tik Tik Tik            | 配信限定 |
| 2020年11月6日  | Bouquet                | 配信限定 |
| 2021年4月10日  | Answer                 | 配信限定 |